# MOX-bränsle
MOX-bränsle (från engelskans mixed oxide, blandad oxid) är en typ av upparbetat kärnbränsle. Det klyvbara materialet är plutonium-239 som har separerats kemiskt från uttjänta bränsleelement. Resten är uran-238 (utarmat uran). Om halten plutonium är ungefär 5% har MOX-bränsle kärntekniska egenskaper som ligger nära låganrikat uran, men med en hög andel av starkt radioaktiva isotoper.
En av MOX-bränslets tilltalande egenskaper är att det öppnar en möjlighet att ta tillvara överblivet vapenplutonium, som annars skulle ha hanterats som radioaktivt avfall och kunna komma på avvägar för kärnvapentillverkning. Samtidigt finns farhågor att en normalisering av global handel med MOX och tillhörande tillväxt av upparbetning kan öka snarare än minska risken för kärnvapenspridning.

## Aktuella tillämpningar
Upparbetning av kommersiellt kärnbränsle för att tillverka MOX sker i Storbritannien och Frankrike, och i mindre utsträckning i Ryssland, Indien och Japan. Kina planerar att utveckla snabba bridreaktorer och upparbetning. Upparbetning av använt kommersiellt kärnbränsle är inte tillåtet i USA till följd av icke-spridningsöverväganden. Alla dessa länder har länge skaffat kärnvapen från militärt inriktade forskningsreaktorbränslen utom Japan.
USA bygger en MOX-anläggning vid Savannah River i South Carolina. Tennessee Valley Authority och Duke Energy är intresserade av att använda reaktorbränsle från konverterat vapenplutonium.

### Termiska reaktorer
Omkring ett 30-tal termiska reaktorer i Europa (Belgien, Schweiz, Tyskland och Frankrike) använder MOX och ytterligare 20 har fått tillstånd att göra det. De flesta reaktorer använder det till ungefär en tredjedel av sin härd, men några kommer att acceptera upp till 50 % MOX. I Frankrike siktar EDF mot att köra alla sina reaktorer i 900 Mwe-serien med minst en tredjedel MOX. Japans planer före mars 2011 syftade till att använda MOX i en tredjedel av sina reaktorer 2010. En av dessa var den olycksdrabbade reaktor 3 vid Fukushima I och man har godkänt byggandet av en ny reaktor avsedd att köras exklusivt med MOX-bränsle. Av världens totala kärnbränsle-användning idag, utgör MOX 5 %.

### Snabba reaktorer
Eftersom neutronens tvärsnitt för kvoten fission / infångning med högenergetiska eller snabba neutroner ändrar sig till att gynna fission för nästan alla aktinider, inklusive U-238, så kan snabba reaktorer använda dem alla som bränsle. Alla aktinider, inklusive  transurana aktinider kan genomgå neutroninducerad fission med icke-modererade snabba neutroner. En snabb reaktor är mer effektiv med att använda plutonium och högre aktinider som bränsle. Beroende på hur reaktorn laddas kan den antingen användas som en plutonium-brider eller -brännare.